# قسيمة الائتلاف
قسيمة الائتلاف’، (بالإنجليزية: Coalition Coupon) وتعرف أيضًا باسم القسيمة’، تشير إلى رسالة تم إرسالها إلى مرشحي البرلمان في انتخابات المملكة المتحدة العامة في عام 1918 كإقرار بأنهم الممثلون الرسميون للحكومة الائتلافية. وقد عُقدت انتخابات عام 1918 في جو من الاندفاع بعد الانتصار في الحرب العالمية الأولى والرغبة في الانتقام من ألمانيا وحلفائها. وقد فسر الناخبون الحصول على القسيمة باعتبارها علامة على الوطنية التي ساعدت المرشحين على الفوز بالانتخابات، في حين أن أولئك الذين لم يحصلوا عليها أمضوا وقتًا أكثر صعوبة نظرًا لاعتقاد الناخبين في بعض الأحيان أنهم مناهضون للحرب أو سلميون. وكانت جميع الخطابات تحمل تاريخ 20 نوفمبر 1918، وموقعة من رئيس الوزراء ديفيد لويد جورج للائتلاف الليبرالي مع أندرو بونار لو، زعيم حزب المحافظين البريطاني. ونتيجة لذلك، أصبحت الانتخابات العامة لعام 1918 تعرف باسم «انتخابات القسيمة».

## القسيمة
صاغ اسم «القسيمة» زعيم الليبراليين هربرت أسكويث، مستخدمًا بتهكم المصطلحات التقنية التي كان الناس يستخدمونها في أثناء حالة عدم الكفاية في زمن الحرب.

## نص الخطاب
تحتوي جميع الخطابات على نفس النص البسيط:
"عزيزي......
نحن سعداء للغاية لإعلانك مرشحًا عن الائتلاف عن دائرة (اسم الدائرة الانتخابية).
ولدينا كل الأمل في أن يختارك الناخبون ممثلاً عنهم في البرلمان لدعم الحكومة في المهمة العظيمة التي تقع على كاهلها.
تفضلوا بقبول فائق الاحترام،
ديفيد لويد جورج
أندرو بونار لو’
وذكر بعض مرشحي التحالف صيغة الرسالة في خطابات الانتخابات.

## من الذي حصل على القسيمة؟
بعد المفاوضات السرية بين سكرتير البرلمان فريدي جست وجورج ينجر رئيس حزب المحافظين خلال فصل الصيف من عام 1918، تم الاتفاق على منح 150 من الليبراليين دعمًا من رئيس الوزراء وزعيم حزب المحافظين في الانتخابات العامة المقبلة.
ووفقًا للأرقام المسجلة في كتاب ويلسون، سقوط الحزب الليبرالي (The Downfall of the Liberal Party)، فإن 159 ليبراليًا قد حصلوا على «القسيمة». وكان عدد قليل منهم من الليبراليين المستقلين، أنصار هربرت أسكويث. ومن بين هؤلاء الليبراليين الذين تلقوا «القسيمة»، تم انتخاب 136، في حين تمكن 29 فقط من الذين لم يحصلوا على «القسيمة» من الدخول إلى البرلمان.
وبالإضافة إلى المرشحين الليبراليين والمحافظين الذين تلقوا «القسيمة»، أرسلت بعض الخطابات أيضًا إلى أنصار حزب العمال بالائتلاف (برغم أن معظمهم قد أنكره حزب العمال الرسمي)  والبعض إلى أعضاء حزب الطبقة العاملة الوطني الحزب الوطني الديمقراطي.

## التأثير على المرشحين الليبراليين
كما أوضحت مذكرات مارغريت كول، فإن العديد من المرشحين ذوي الكفاءة والوطنية الذين لم يحصلوا على «القسيمة»، بما في ذلك النواب الليبراليون وأنصار حزب العمال، وجدوا أنفسهم مصنفين على أنهم بطريقة أو بأخرى مناهضون للحرب أو سلميون نتيجة لذلك. أما السير بيرسي هاريس، الذي كان نائبًا في البرلمان عن دائرة هاربورو منذ 1916، فقد قال إنه بمجرد تقديم «القسيمة» لمنافسه في حزب المحافظين، تم تفسير الأمر بوصفه انعكاسًا شخصيًا عليه، حيث افترض ناخبو دائرته أنه قد ارتكب خطأ ما في حق رئيس الوزراء الليبرالي، ولذلك قدم دعمه المفتوح لمنافسه.
هذا وقد اتفق معظم المؤرخين أن القسيمة قد حددت بالتأكيد مصير أولئك الليبراليين الذين لم يكونوا محظوظين بما فيه الكفاية لتلقي دعم الائتلاف. أما الليبراليون الذين اختار لويد جورج التخلي عنهم فقد كانوا عزلاً ضد مرشحي الائتلاف، الذي كانوا يتمتعون بروح الوحدة الوطنية وحب الوطن الذي ميز المناخ العام لبريطانيا بعد الحرب وفي أعقاب انتهاء الأعمال العدائية.
ولذلك، كانت نتيجة الانتخابات كارثية لليبراليين المستقلين، الذين قُضي عليهم في انتخابات القسيمة. ولم يعد للبرلمان منهم سوى 28 فقط، حتى إن أسكويث فقد مقعده الذي كان قد احتفظ به في إيست فايف منذ الانتخابات العامة لعام 1886.